# Conamblys cinereipes
Conamblys cinereipes är en skalbaggsart som först beskrevs av Louis Alexandre Auguste Chevrolat 1856.  Conamblys cinereipes ingår i släktet Conamblys och familjen långhorningar.
Artens utbredningsområde är Nigeria. Inga underarter finns listade i Catalogue of Life.